# 河野裕 (小説家)
河野 裕（こうの ゆたか、1984年 -）は、日本の小説家、ゲームデザイナー。徳島県出身、兵庫県在住。男性。ストレートエッジ所属。

## 来歴・人物
徳島県出身。大阪芸術大学卒業。大学時代は落語研究会に所属し、会長を務めていた。「浪遊亭我呂」という高座名を名乗っていたという。落語研究会の後輩に漫才コンビ・ミルクボーイの2人がいた。
グループSNEに所属し、小説の執筆の傍ら、ゲームの制作も手掛けている。
2009年、「サクラダリセット CAT, GHOST and REVOLUTION SUNDAY」で角川スニーカー文庫（角川書店）より小説デビュー。同年、TRPG『ゲヘナ〜アナスタシス〜』のリプレイ「ミラージュオーシャン・ログブック―Replay:ゲヘナ〜アナスタシス〜」で、integral（ジャイブ）より、リプレイ作家としてもデビューを果たす。
影響を受けた作家として秋田禎信、乙一、村上春樹、西尾維新などを挙げている。
2009年、夏バテのためにパピコを多食した結果糖尿病を患い、夏から初秋にかけて入院した。
2015年、『いなくなれ、群青』で第8回大学読書人大賞を受賞。
2022年、『君の名前の横顔』で第3回読者による文学賞を受賞。
2024年、『彗星を追うヴァンパイア』で第15回山田風太郎賞候補。

## 作風・傾向
本文で書いていなかったことをイラストで先に描かれていたら、合わせている。
また、書いて行き詰まってからがいちばん思考がまとまるタイプである。その為、プロットができてから書くことはあまりないが、『最良の嘘の最後のひと言』は立てて書いたという。逆に、『密室の中のホールデン』ではプロットを捨てて書こうとしたが、プロットを完全に捨ててはダメなんだと気づくことになった。
「会話をリアルに書こう」とは意識しておらず、口語体である文章も書こうとする意識のなかでは文語体になっている。というのも、小説の手法は「言葉を記号化するものだ」という意識から読みやすさを優先しており、リアリティは無視しているとのこと。普通はしない表現だけれど、こう書いたほうが誤読が少ない、といった文筆の傾向がある。ただし、『最良の嘘の最後のひと言』は台詞を台詞として書き、記号的ではない（思想的に変わっていない）キャラクターを表現したと語っている。

## 作品

### 既刊小説
「角川スニーカー文庫」刊
- サクラダリセットシリーズ（全7巻、イラスト：椎名優）
  - サクラダリセット CAT, GHOST and REVOLUTION SUNDAY（2009年6月1日）
  - サクラダリセット2 WITCH, PICTURE and RED EYE GIRL（2010年3月1日）
  - サクラダリセット3 MEMORY in CHILDREN（2010年9月1日）
  - サクラダリセット4 GOODBYE is not EASY WORD to SAY（2010年12月1日）
  - サクラダリセット5 ONE HAND EDEN（2011年5月1日）
  - サクラダリセット6 BOY, GIRL and --（2011年12月1日）
  - サクラダリセット7 BOY, GIRL and the STORY of SAGRADA（2012年4月1日）
- ベイビー、グッドモーニング（単巻、イラスト：椎名優、2012年3月31日）
- ウォーター&ビスケットのテーマ（イラスト：椎名優、共著：河端ジュン一）
  - ウォーター&ビスケットのテーマ1 コンビニを巡る戦争（2017年9月1日）
  - ウォーター&ビスケットのテーマ2 夕陽が笑顔にみせただけ（2018年4月1日）
  - 既刊2巻を「さよならの言い方なんて知らない。」に改題し、続刊も含め新潮文庫nexで出版[8]。

「角川文庫」刊
- つれづれ、北野坂探偵舎シリーズ（イラスト：秀良子）
  - つれづれ、北野坂探偵舎 心理描写が足りてない（2013年9月25日）
  - つれづれ、北野坂探偵舎 著者には書けない物語（2013年12月25日）
  - つれづれ、北野坂探偵舎 ゴーストフィクション（2014年3月25日）
  - つれづれ、北野坂探偵舎 感情を売る非情な職業（2015年3月25日）
  - つれづれ、北野坂探偵舎 トロンプルイユの指先（2015年10月24日）
  - つれづれ、北野坂探偵舎 物語に祝福された怪物（2018年11月22日）
- サクラダリセットシリーズ（全7巻、※角川スニーカー文庫版に加筆・修正を加えて再刊行）
  - 猫と幽霊と日曜日の革命 サクラダリセット1（2016年9月22日）
  - 魔女と思い出と赤い目をした女の子 サクラダリセット2（2016年10月25日）
  - 機械仕掛けの選択 サクラダリセット3（2016年11月25日）
  - さよならがまだ喉につかえていた サクラダリセット4（2016年12月22日）
  - 片手の楽園 サクラダリセット5（2017年1月25日）
  - 少年と少女と、 サクラダリセット6（2017年2月25日）
  - 少年と少女と正しさを巡る物語 サクラダリセット7（2017年3月25日）

「新潮文庫nex」刊
- 「階段島」シリーズ（イラスト：越島はぐ）
  - いなくなれ、群青（2014年9月1日）
  - その白さえ嘘だとしても（2015年6月1日）
  - 汚れた赤を恋と呼ぶんだ（2016年1月1日）
  - 凶器は壊れた黒の叫び（2016年11月1日）
  - 夜空の呪いに色はない（2018年3月1日）
  - きみの世界に、青が鳴る（2019年5月1日）
- 「架見崎」シリーズ（イラスト：越島はぐ、ストーリー協力：河端ジュン一）
  - さよならの言い方なんて知らない。（2019年9月1日） - 『ウォーター&ビスケットのテーマ1』を大幅改稿、改題
  - さよならの言い方なんて知らない。2（2019年10月1日） - 『ウォーター&ビスケットのテーマ2』を大幅改稿、改題
  - さよならの言い方なんて知らない。3（2020年1月1日）
  - さよならの言い方なんて知らない。4（2020年10月1日）
  - さよならの言い方なんて知らない。5（2021年3月1日）
  - さよならの言い方なんて知らない。6（2022年3月1日）
  - さよならの言い方なんて知らない。7（2022年11月1日）
  - さよならの言い方なんて知らない。8（2023年8月29日）
  - さよならの言い方なんて知らない。9（2024年7月29日）

「創元推理文庫」刊
- 最良の嘘の最後のひと言（単巻、イラスト：しおん、2017年2月27日）

KADOKAWA（単行本）刊
- 『昨日星を探した言い訳』(単巻、イラスト：浮雲宇一、2020年8月24日）
- 『彗星を追うヴァンパイア』（2024年8月）

「ポプラ社」刊
- 君の名前の横顔（単巻、2021年11月11日）

### 雑誌掲載
- サクラダリセットシリーズ短編
  - 月の砂を採りに行った少年の話（ザ・スニーカー 2010年4月号に掲載、サクラダリセット4 GOODBYE is not EASY WORD to SAYに収録）
  - ある日の春埼さん《お見舞い編》（ザ・スニーカー 2010年8月号に掲載、サクラダリセット4 GOODBYE is not EASY WORD to SAYに収録）
  - ビー玉世界とキャンディー・レジスト（ザ・スニーカー 2010年10月号に掲載、サクラダリセット4 GOODBYE is not EASY WORD to SAYに収録）
  - ある日の春埼さん《友達作り編》（ザ・スニーカー 2010年10月号に掲載、サクラダリセット4 GOODBYE is not EASY WORD to SAYに収録）
- つれづれ、北野坂探偵舎シリーズ
  - 第一話 本を探す幽霊の誤謬（小説屋Sari-Sari 2013年7月号に掲載、つれづれ、北野坂探偵舎 心理描写が足りてないに収録）
  - 第二話 迷子のリドル（小説屋Sari-Sari 2013年8月号に掲載、つれづれ、北野坂探偵舎 心理描写が足りてないに収録）
  - 第三話 心理描写が足りてない（小説屋Sari-Sari 2013年9月号に掲載、つれづれ、北野坂探偵舎 心理描写が足りてないに収録）
- 密室の中のホールデン（小説屋sari-sari 2016年6月号より2017年5月号まで連載、単行本未収録）
- 昨日星を探した言い訳 (カドブンノベル 2020年1月号より2020年7月号まで連載、同名書籍に収録)
- 短編小説
  - ホワイトパズル（ザ・スニーカー 2009年6月号に掲載、サクラダリセット4 GOODBYE is not EASY WORD to SAYに収録）
  - 八月一日〇時十八分〇八秒（ザ・スニーカー 2009年8月号に掲載、ベイビー、グッドモーニングに収録）

### アンソロジー
- ブラックストーリーズ 12の黒い謎をめぐる219の質問（角川文庫刊（2015年4月25日）にいずれも掲載）
  - 一生ぶんの一分間
  - 満杯の絶望
  - 渾身のジャンプ
  - いつまでも赤
  - 初対面
- 魔術士オーフェンアンソロジー（TOブックス刊（2019年11月30日）に掲載）
  - ゴースト処理の専門技能

### TRPG
- ゲヘナ〜アナスタシス〜シリーズ
  - ゲヘナ〜アナスタシス〜リプレイ、イラスト：佐野タカシ（integral）
    - ミラージュオーシャン・ログブック―Replay:ゲヘナ〜アナスタシス〜（2009年8月27日）
    - ミラージュオーシャン・ログブック2―Replay:ゲヘナ〜アナスタシス〜（2010年3月13日）

  - サプリメント『獄王顕現』（ジャイブ）以降、制作スタッフ参加
- エムブリオマシンRPGシリーズ
  - サプリメント『御前試合 Expansion』（ジャイブ）以降、制作スタッフ参加

### その他
- サクラダリセットシリーズ短編
  - ある日の春埼さん圧縮版 〜世界崩壊編〜マチアソビvol.6にて配布。河野の出身地である徳島を舞台とした、特別書き下ろし。
  - ー（タイトル未詳） 角川文庫から新装版が刊行された際のキャンペーンの一環で、全7巻を購読した応募者の中から抽選で１名に宛てて贈答された本編の後日譚。当選者以外には非公開の書き下ろし
- シリアルバレット・オイタナジー（小説投稿サイト「小説家になろう」、2013年2月26日）[9]
- デーモントライブ（世界観監修、セガ、2013年2月28日サービス開始）
- 阿波圏（徳島新聞朝刊・文化欄連載のコラム、徳島新聞社、2013年4月12日-2013年12月20日）
- ファンタジーへの誘い-ストーリーテラーのことのは-（2016年6月 徳間書店）《インタビュー集》

## 映像化作品

### 映画
- サクラダリセット 前篇・後篇（2017年3月25日・5月13日公開、配給：ショウゲート、監督：深川栄洋、主演：野村周平）
- いなくなれ、群青（2019年9月6日公開、配給：KADOKAWA / エイベックス・ピクチャーズ、監督：柳明菜、主演：横浜流星）

### テレビアニメ
- サクラダリセット（2017年4月 - 9月）